# Djebilet Rosfa
Djebilet Rosfa là một đô thị thuộc tỉnh Tiaret, Algérie. Dân số thời điểm năm 2002 là 3.929 người.